# Argusto
Argusto je italská obec v provincii Catanzaro v oblasti Kalábrie.
V roce 2010 zde žilo 529 obyvatel.

## Sousední obce
Cardinale, Chiaravalle Centrale, Gagliato, Petrizzi